# Бекеле Дебеле
Бекеле Дебеле (род. 12 марта 1963, Эфиопия) — эфиопский легкоатлет, специалист по бегу на длинные дистанции и кроссу. Выступал на профессиональном уровне в 1982—1989 годах, чемпион мира по кроссу, бронзовый призёр международного турнира «Дружба-84», победитель пробега Cinque Mulini.

## Биография
Бекеле Дебеле родился 12 марта 1963 года. Рос в православной семье фермеров в провинции Шоа, имеет двух братьев и двух сестёр. Обнаружив в себе талант к бегу, проходил подготовку в рамках национальной военно-спортивной программы, осуществлявшейся во время Временного военно-административного совета — здесь получил базовое образование и стал сильным бегуном на длинные дистанции. На протяжении большей части карьеры тренировался под руководством одного из лучших эфиопских наставников Негусси Роба.
Первого серьёзного успеха на международном уровне добился в сезоне 1982 года, когда вошёл в состав эфиопской сборной и выступил на чемпионате мира по кроссу в Риме, где в зачёте юниоров закрыл десятку сильнейших и вместе с соотечественниками стал победителем среди команд.
В 1983 году на кроссовом чемпионате мира в Гейтсхеде превзошёл всех соперников уже среди взрослых спортсменов, завоевал золото в командном зачёте. Принимал участие во впервые проводившемся чемпионате мира по лёгкой атлетике в Хельсинки — в ходе предварительного квалификационного этапа 10 000 метров установил свой личный рекорд 27:49.30, тогда как в решающем забеге с результатом 28:11.13 финишировал десятым.
В 1984 году на чемпионате мира по кроссу в Нью-Йорке пришёл к финишу восьмым и вновь выиграл командный зачёт, позднее стал победителем кроссового пробега Cinque Mulini в Италии. Рассматривался в качестве кандидата на участие в летних Олимпийских играх в Лос-Анджелесе, однако Эфиопия вместе с несколькими странами восточного блока бойкотировала эти соревнования по политическим причинам. Вместо этого Бекеле Дебеле выступил на альтернативном турнире «Дружба-84» в Москве, где занял шестое место в беге на 5000 метров, установив при этом свой личный рекорд — 13:33.74, и завоевал бронзовую награду в беге на 10 000 метров — уступил только советскому бегуну Валерию Абрамову и другому эфиопу Водайо Булти.
На кроссовом чемпионате мира 1985 года в Лиссабоне был четвёртым в личном зачёте, победил в командном. На Мемориале братьев Знаменских в Москве финишировал седьмым в дисциплине 5000 метров и одержал победу в дисциплине 10 000 метров.
В 1986 году на чемпионате мира по кроссу в Невшателе стал четвёртым и вторым в личном и командном зачётах соответственно.
На кроссовом чемпионате мира 1987 года в Варшаве занял лишь 45-е место, эфиопская команда взяла бронзу.
В 1988 году на чемпионате мира по кроссу в Окленде показал только 83-й результат, в командном зачёте эфиопы стали вторыми.
В 1989 году занял 13-е место на чемпионате мира по кроссу в Ставенгере, став третьим в командном зачёте. По окончании сезона завершил спортивную карьеру.